# Solenopsis capensis
Solenopsis capensis é uma espécie de formiga do gênero Solenopsis, pertencente à subfamília Myrmicinae.